# Пустинаркови
Пустинаркови (Pteroclididae) е семейство дребни птици, единствен представител на разред Пустинаркоподобни (Pteroclidiformes).

## Разпространение и местообитание
Тези птици са разпространени в Евразия и Африка. Живеят на повърхността на земята, обикновено в открити местности.

## Описание
Размерите на различните видове варират между 24 и 40 см дължина и 150 и 500 грама маса.

## Родове
Разред Пустинаркоподобни (Pteroclidiformes)
- Семейство Пустинаркови (Pteroclididae)
  - Род †Gerandia Lambrecht, 1933
  - Род †Archaeoganga Mourer-Chauviré, 1992
  - Род †Leptoganga Mourer-Chauviré, 1993
  - Род Pterocles Temminck, 1815 – Пустинарки
  - Род Nyctiperdix Roberts, 1922
  - Род Calopterocles Roberts, 1922 non Gmelin
  - Род Syrrhaptes Illiger, 1811